# Chaumont (Cher)
Chaumont is een gemeente in het Franse departement Cher (regio Centre-Val de Loire) en telt 49 inwoners (2009). De plaats maakt deel uit van het arrondissement Saint-Amand-Montrond.

## Geografie
De oppervlakte van Chaumont bedraagt 2,1 km², de bevolkingsdichtheid is dus 23,3 inwoners per km².
De onderstaande kaart toont de ligging van Chaumont (Cher) met de belangrijkste infrastructuur en aangrenzende gemeenten.

## Demografie
Onderstaande figuur toont het verloop van het inwonertal (bron: INSEE-tellingen).